# 桜庭信正
桜庭 信正（さくらば のぶまさ、1570年 - 1614年）は、戦国時代から安土桃山時代にかけての武将。

## 出自
南部家譜代の家臣の家柄である。遠祖桜庭良綱は南部光行に従い、甲斐国より糠部に下向した。安芸氏・福士氏・三上氏と共に、「南部四天王」の並び称された。盛岡藩南部家では代々重臣として続いた。1504年頃、津軽に12人の館主が派遣され、その中に三上惣右衛門らと共に先祖がおり、東目屋桜庭館 に土着し、太郎左衛門を襲名した。

## 略歴
1571年、大浦為信に仕えて、石川城攻めで旗本衆、さらに大光寺城攻め、大垣城攻めに参陣した。長男左衛門次郎正次（櫻庭院殿忠山道義大居士）は大垣城攻めで討ち死にした。桜庭村の喜山庵に、長男供養のため、寺領六石を寄進し、次男信光の代に信正の戒名から桜庭山陽光院と名づけられた。後に広船城、沖館城を拝領した。跡を継いだ信光は別浦太郎左衛門（別浦とは広船、沖館のこと）とも称した。